# Phrynobatrachus pakenhami
Phrynobatrachus pakenhami é uma espécie de anfíbio da família Petropedetidae.
É endémica da Tanzânia.
Os seus habitats naturais são: florestas subtropicais ou tropicais húmidas de baixa altitude, pântanos, marismas de água doce, marismas intermitentes de água doce e florestas secundárias altamente degradadas.
Está ameaçada por perda de habitat.